# Claire's

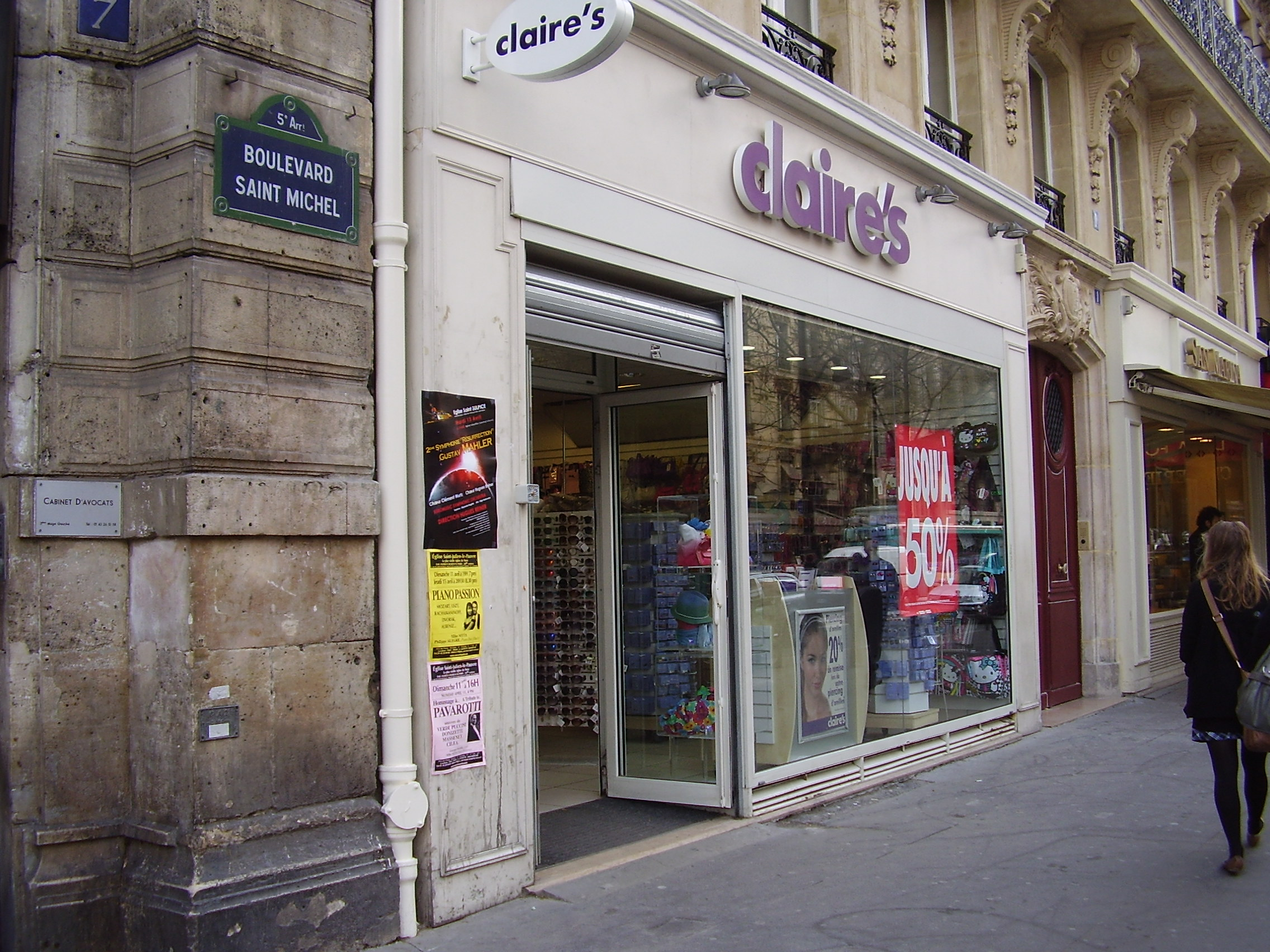
Een filiaal van Claire's aan de Boulevard Saint Michel in Parijs

Claire's Stores, Inc., kortweg Claire's, is een wereldwijde winkelketen van laaggeprijsde mode-accessoires en juwelen.
Het hoofdkantoor van de keten is gevestigd in de Amerikaanse stad Pembroke Pines.